# Spodrība
Spodrība — латвийское предприятие по производству бытовой химии, расположенное в Добеле. Ранее располагалось в Риге. Основано в 1921 году. Крупнейший производитель бытовой химии в Латвии.

## История
Предприятие было основано в Риге, в 1921 году под названием «Ķīmiska fabrika J•A•MEDNIS un BORIS». Сначала предприятие производило обувной крем «Vici», в конце XX века его использовали 4/5 всего населения Латвии. В 1927 году на выставке в Париже завоевал награду «Гран-при».

Логотип «Kimiska fabrika J•A•MEDNIS un BORIS»

В 1941 году предприятие было национализировано и объединено с несколькими предприятиями. В 1960 году производство было перенесено в Добеле. Новые помещения были построены на месте старой мельницы. В 1974 году на предприятии работало 550 сотрудников. Также оно было включено в союз «Латбытхим», который являлся частью «Союзбытхим СССР». В 1994 году был запущен процесс приватизации, после которого предприятие стало акционерным обществом.
В 2012 году предприятие начало изготовлять серию продуктов «ECO SEAL FOR NATURE», без использования парабенов, фосфатов и красителей.
Предприятие развивается и использует нестандартные шаги по продвижению на рынке.